# Mauth
Mauth è un comune tedesco di 2 468 abitanti, situato nel land della Baviera.